# Toufflers

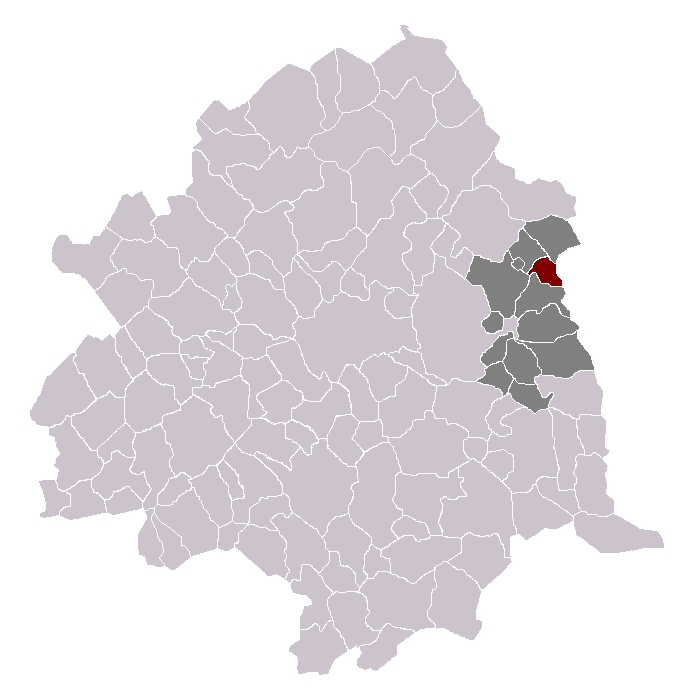
Ubicació de Toufflers dins els seus cantó i districte

Toufflers és un municipi francès, situat a la regió dels Alts de França, al departament del Nord. L'any 2006 tenia 3.696 habitants. Limita al nord-oest amb Lys-lez-Lannoy, al nord amb Leers, a l'oest amb Hem i al sud amb Sailly-lez-Lannoy.

## Demografia
| 1962                                       | 1968  | 1975  | 1982  | 1990  | 1999  | 2006  |
| ------------------------------------------ | ----- | ----- | ----- | ----- | ----- | ----- |
| 2.472                                      | 2.571 | 2.501 | 3.489 | 3.590 | 3.864 | 3.696 |
| Des de 1962: població sense dobles comptes |       |       |       |       |       |       |

## Administració
| Període   | Identitat          | Partit |
| --------- | ------------------ | ------ |
| 1945-1947 | Charles Delelcluse |        |
| 1947-1962 | Albert Cimetiere   |        |
| 1962-2001 | Louis Cimetiere    |        |
| 2001-     | Guy Adyns          |        |